# دیوان‌علی‌لار
دیوان‌علی‌لار (ترکی آذربایجانی: Divanalılar) یک منطقهٔ مسکونی در جمهوری آرتساخ است که در استان مارتونی واقع شده‌است.